# Marked Tree
Marked Tree é uma cidade localizada no estado americano de Arkansas, no Condado de Poinsett.

## Demografia
Segundo o censo americano de 2000, a sua população era de 2800 habitantes.
Em 2006, foi estimada uma população de 2683, um decréscimo de 117 (-4.2%).

## Geografia
De acordo com o United States Census Bureau, a localidade tem uma área de 6,1 km², dos quais 6,0 km² cobertos por terra e 0,1 km² cobertos por água. Marked Tree localiza-se a aproximadamente 69 m acima do nível do mar.

## Localidades na vizinhança
O diagrama seguinte representa as localidades num raio de 24 km ao redor de Marked Tree.